# Acanthocyclops capillatus
Acanthocyclops capillatus – gatunek widłonoga z rodziny Cyclopidae. Opisał go w 1863 roku norweski hydrobiolog Georg Ossian Sars, nadając mu nazwę Cyclops capillatus.